# Даглас (Оклахома)
Даглас (енгл. Douglas) град је у америчкој савезној држави Оклахома.

## Демографија
По попису из 2010. године број становника је 32, што је 0 (0,0%) становника више него 2000. године.
| Група             | 2000.       | 2010.      |
| Белци             | 32 (100,0%) | 25 (78,1%) |
| Афроамериканци    | 0 (0,0%)    | 0 (0,0%)   |
| Азијати           | 0 (0,0%)    | 0 (0,0%)   |
| Хиспаноамериканци | 0 (0,0%)    | 1 (3,1%)   |
| Укупно            | 32          | 32         |